# CHD2
پروتئین شمارهٔ ۲ متصل‌شونده به دی‌ان‌ای-کرومودومین-هلیکاز (انگلیسی: Chromodomain-helicase-DNA-binding protein 2) که به‌اختصار «CHD2» نامیده می‌شود، نام آنزیمی است که در انسان توسط ژن «CHD2» کُد می‌شود.
جهش در این ژن، سبب ایجاد انسفالوپانی‌های تشنج‌دهنده می‌شود.
امروزه همچنین این ژن را با بروز سندرم لنوکس-گستو مرتبط می‌دانند.

## عملکرد
مشخصه خانواده پروتئین‌های CHD، حضور دومین‌های کرومو (تعدیلگران ساختار کروماتین) و دومین‌های هلیکاز/ATPase است. ژن‌های CHD، احتمالاً بیان ژن را با تغییر ساختار کروماتین تغییر می‌دهند و بدین طریق دسترسی دستگاه رونویسی به DNA الگوی کروموزومی‌اش را تغییر می‌دهند. CHD2 فرایند سرهمبندی شدن کروماتین به آرایه‌های متناوب را کاتالیز کرده و ناحیه پایانه-N از CHD2 شامل کرومودومین‌های پشت سرهمی است که در فعالیت‌های ATPaseی و اتصال به DNA نقش خود-بازدارندگی دارد. برای این ژن، واریانت‌های رونویسیِ پیرایش دگرسان که ایزوفرم‌های متمایزی را کد می‌کنند نیز یافت شده‌است.

## اهمیت بالینی
جهش‌های «دِ نووو» و حذف‌های این ژن را با مواردی از حملات انسفالوپاتی مرتبط دانسته‌اند.
شواهد فزاینده، حملات CHD2 را به عنوان زیر-جمعیتی از سندرم لنوکس-گستو شناسایی کرده‌اند.

## برای مطالعهٔ بیشتر
- Feys T, Poppe B, De Preter K, Van Roy N, Verhasselt B, De Paepe P, De Paepe A, Speleman F (Jul 2007). "A detailed inventory of DNA copy number alterations in four commonly used Hodgkin's lymphoma cell lines". Haematologica. 92 (7): 913–20. doi:10.3324/haematol.11073. PMID 17606441.
- Kimura K, Wakamatsu A, Suzuki Y, Ota T, Nishikawa T, Yamashita R, Yamamoto J, Sekine M, Tsuritani K, Wakaguri H, Ishii S, Sugiyama T, Saito K, Isono Y, Irie R, Kushida N, Yoneyama T, Otsuka R, Kanda K, Yokoi T, Kondo H, Wagatsuma M, Murakawa K, Ishida S, Ishibashi T, Takahashi-Fujii A, Tanase T, Nagai K, Kikuchi H, Nakai K, Isogai T, Sugano S (Jan 2006). "Diversification of transcriptional modulation: large-scale identification and characterization of putative alternative promoters of human genes". Genome Research. 16 (1): 55–65. doi:10.1101/gr.4039406. PMC 1356129. PMID 16344560.
- Hiller M, Huse K, Platzer M, Backofen R (2005). "Non-EST based prediction of exon skipping and intron retention events using Pfam information". Nucleic Acids Research. 33 (17): 5611–21. doi:10.1093/nar/gki870. PMC 1243800. PMID 16204458.
- Brandenberger R, Wei H, Zhang S, Lei S, Murage J, Fisk GJ, Li Y, Xu C, Fang R, Guegler K, Rao MS, Mandalam R, Lebkowski J, Stanton LW (Jun 2004). "Transcriptome characterization elucidates signaling networks that control human ES cell growth and differentiation". Nature Biotechnology. 22 (6): 707–16. doi:10.1038/nbt971. PMID 15146197.
- Johnson JM, Castle J, Garrett-Engele P, Kan Z, Loerch PM, Armour CD, Santos R, Schadt EE, Stoughton R, Shoemaker DD (Dec 2003). "Genome-wide survey of human alternative pre-mRNA splicing with exon junction microarrays". Science. 302 (5653): 2141–4. doi:10.1126/science.1090100. PMID 14684825.